# Edward Flynn
Edward Flynn est un boxeur américain né le 25 octobre 1909 à La Nouvelle-Orléans, Louisiane, et mort le 14 octobre 1982 à Tampa, Floride.

## Carrière
Champion des États-Unis des poids welters en 1931 et 1932, il devient champion olympique de la catégorie aux Jeux de Los Angeles en 1932 après sa victoire en finale contre l'Allemand Erich Campe. Flynn poursuit ensuite une carrière professionnelle mais ne remporte pas de titre. Il se retire en 1935 sur un palmarès de 25 victoires, 7 défaites et 1 match nul.

## Parcours auxJeux olympiques
Jeux olympiques d'été de 1932 à Los Angeles (poids welters) :
- Bat Luis Sardella (Argentine) aux points
- Bat Dick Barton (Afrique du Sud) aux points
- Bat Dave McCleave (Grande-Bretagne) aux points
- Bat Erich Campe (Allemagne) aux points